# Бельмон, Вера
Вера́ Бельмо́н (фр. Véra Belmont), урождённая Эле́н Гютанбе́р (фр. Hélène Gutenberg; род. 17 ноября 1932, Париж) — французский кинопродюсер и режиссёр. Основатель продюсерской компании «Stéphan Films».

## Биография
Родилась в 1932 году в Париже в бедной многодетной еврейской семье; разговорным языком её детства был идиш. Её отец, портной Гершель (Гершл) Гутенберг, и мать Бронка (в девичестве Ротенштейн), швея, происходили из Польши и Белоруссии, были членами Французской компартии. Сама она состояла в союзе коммунистической молодежи, но была исключена за поддержку опального товарища. Во время немецкой оккупации Парижа находилась в укрытии.
Уже с 14 лет работала швеёй, чтобы пополнить доходы семьи. Рано заинтересовалась кино, начала в как статистка в двух французских телесериалах.
В 1960 году обратилась к продюсированию фильмов основав продюсерскую компанию «Stéphan Films», с которой сотрудничала с такими режиссёрами «французской новой волны» как Марсель Карне и Морис Пиалат, поддерживала молодые таланты, в частности, финансировала второй художественный фильм Андре Тешине «Воспоминания о Франции» (1975).
Её режиссёрский дебют состоялся в 1985 году автобиографичной кинодрамой «Красный поцелуй» о французской молодёжи 1950-х годов, разочаровавшейся в коммунизме. Фильм номинировался на «Золотого медведя» на Берлинском кинофестивале. Следующей её режиссёрской работой стал фильм-биография о Милене Есенской «Милена» (1991), затем сняла фильм «Маркиза» (1997) — историю жизни маркизы Терезы Дюпарк, которая была воплощена в фильме Софи Марсо.
В 1997 году была членом жюри 54-го Венецианского кинофестиваля.
В 2008 году сняла фильм «Выживая с волками» — экранизацию автобиографии Миши Дефонсеки, но выход фильма спровоцировал интерес историков к описанным событиям и выяснилось, что «автобиография» является ложью.
Дважды была замужем: от брака с шансонье Жоэлем Олмесом родился сын Стефан Холмс (1960—1990), оператор; после развода вышла замуж за оператора Жан-Мари Эстеве.

## Режиссёр
- 1985 — Красный поцелуй / Rouge Baiser
- 1991 — Милена / Milena
- 1997 — Маркиза / Marquise
- 2007 — Выживая с волками / Survivre avec les loups

## Продюсер
Её продюсерская компания «Stéphan Films» выступила продюсером около 60 фильмов, в основном французских, в том числе:
- 1965 — Хитрости дьявола / Les Ruses du diable, реж. Поль Веккиали
- 1967 — Закон выжившего / La Loi du survivant, реж. Жозе Джованни
- 1967 — Преступление Давида Левинштейна / Le crime de David Levinstein, реж. Андрэ Шарпак
- 1970 — Проступок аббата Муре / La Faute de l’abbé Mouret, реж. Жорж Франко
- 1970 — Легавый / Un condé, реж. Ив Буассе
- 1975 — Воспоминания о Франции / French Provincial, реж. Андре Тешине
- 1980 — Нежные кузины / Tendres cousines, реж. Дэвид Гамильтон
- 1981 — Борьба за огонь / La Guerre Du Feu, реж. Жан-Жак Арно
- 1984 — Это моя страна / Bayan ko: Kapit sa patalim, реж. Лино Брокка
- 1986 — Уличная девка / Rosa la rose, fille publique, реж. Поль Веккиали
- 1987 — Проклятый Фернан / Fucking Fernand, реж. Жерар Мордилла
- 1994 — Фаринелли-кастрат / Farinelli, реж. Жерар Корбьо
- 1997 — Перемирие / La tregua, реж. Франческо Рози